# Вальтер Модель
О́тто Мо́ріц Ва́льтер Мо́дель (нім. Otto Moritz Walter Model; нар. 24 січня 1891, Гентін — пом. 21 квітня 1945, Ратінген) — німецький воєначальник часів Третього Рейху, генерал-фельдмаршал (1944) Вермахту, кавалер Лицарського хреста Залізного хреста з дубовим листям‎, мечами та діамантами (1944), воєнний злочинець. Командував танковими з'єднаннями на початкових етапах Другої світової війни та оперативно-стратегічними об'єднаннями — на заключних.
Мав прізвисько «пожежний Гітлера» — призначався на найбільш проблемні ділянки фронту, діяв особливо вдало в оборонних боях, вважався найдосвідченішим та неперевершеним майстром оборони серед вищого генералітету Вермахту. Особливо відзначився на заключній стадії Другої світової війни. Фельдмаршал Модель був відомий особистою відданістю фюрерові та націонал-соціалізму. «Прославився» жорстоким поводженням з цивільним населенням: масовими розстрілами заручників, співпрацею з каральними загонами СС. Практикував «тактику спаленої землі» на окупованих територіях.
21 квітня 1945 року, після розгрому німецьких військ у Рурському котлі, не бажаючи потрапити в полон до союзників, покінчив життя самогубством.

## Біографія

### Ранні роки, Перша світова війна
Отто Моріц Вальтер Модель народився 24 січня 1891 року у Гентіні (Бранденбург) в родині Отто Моделя, старшого викладача музики в семінарії, а пізніше диригента прусського хору священнослужителів. Родина належала до стану нижче середнього класу й не мала військових традицій. Внаслідок рішення Моделя спалити всі свої особисті папери наприкінці Другої світової війни залишилось порівняно мало відомостей про його раннє життя. Відомо лише, що його дитинство пройшло в бідності.
У 1908 році Вальтер Модель вступив до кадетської школи в Нейсе (нині Ниса, Польща), де зарекомендував себе відмінним курсантом. У 1910 успішно закінчив військовий навчальний заклад та, отримавши первинне військове офіцерське звання «лейтенант», був направлений для подальшого проходження військової служби до 52-го піхотного полку 6-ї Бранденбурзької дивізії фон Альвеншлебена. Із самого початку військової кар'єри Модель мав замало друзів серед своїх товаришів по службі й був відомий своїми амбіціями, наполегливістю та надзвичайною відвертістю. Ці характеристики будуть вирізняти його з-поміж інших генералів А.Гітлера вищого рангу протягом всієї кар'єри.
Просування по службі в кайзерівській армії було дуже повільним не тільки для офіцерів з простолюддя, таких як Модель, але навіть і для вихідців з дворянського стану. Тому до початку Першої світової війни Модель так і залишався в чині лейтенанта.
На початку Першої світової війни Вальтер Модель обіймав посаду ад'ютанта 1-го батальйону свого 52-го піхотного полку, що входив до складу 5-ї піхотної дивізії. Дивізія брала участь у бойових діях на Західному фронті. У 1915 році він був двічі поранений біля Арраса. В жовтні Модель отримав Залізний хрест першого ступеня. Незабаром здібностями відважного офіцера зацікавився особисто командир дивізії, який, не зважаючи на побоювання з приводу його клопотання за «незручного за походженням підлеглого», порекомендував Моделя на посаду офіцера німецького генерального штабу. Серед іншого, це означало, що Модель зміг взяти участь лише у початковій стадії кривавої битви під Верденом і уникнути бійні в ході битви на Соммі, в якій його дивізія брала найактивнішу участь і зазнала серйозних втрат.
При Генеральному штабі в Берліні Модель пройшов прискорені курси штабних офіцерів, після чого повернувся до 5-ї дивізії на посаду ад'ютанта 10-ї піхотної бригади. В подальшому воював на передовій як командир піхотної роти в полках дивізії, спочатку в 52-му піхотному, а згодом у 8-му гренадерському полку. У листопаді 1917 Вальтер Модель вже мав звання гауптмана, а 1918 року був призначений до штабу гвардійської резервної дивізії, де брав участь у загальному німецькому Весняному наступі того року.
Війну Вальтер Модель закінчив у штабі 36-ї резервної дивізії, маючи кілька поранень: 2 жовтня 1915 осколок поранив коліно (залишався в частині), 13 листопада 1915 — осколок потрапив у праве плече, а 25 квітня 1916 — у праву гомілку (важке поранення) біля форту Доумонта під Верденом. За бойові заслуги був відзначений низкою нагород, серед інших Залізним хрестом 2-го та 1-го ступеня, а також лицарським хрестом ордену дому Гогенцоллерів.

### Інтербеллум

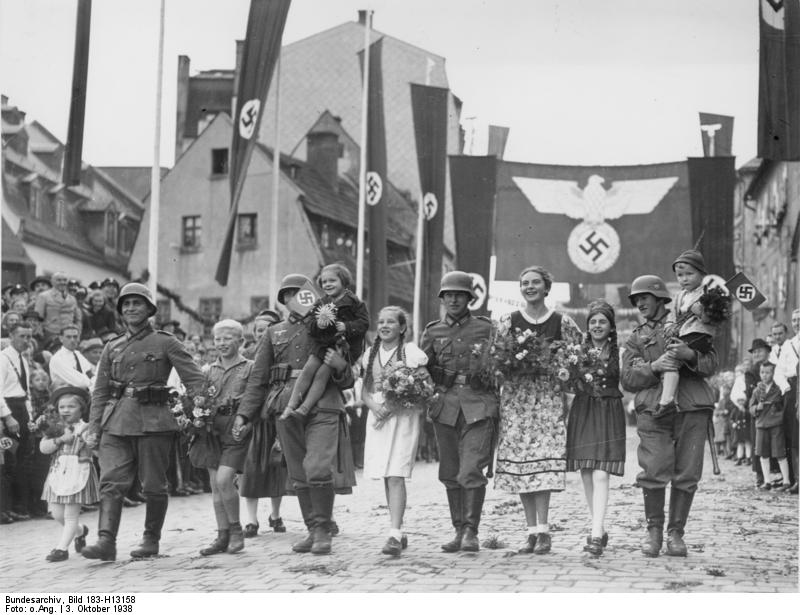
Всенародне святкування, німецькі солдати та дівчата-фольксдойче. Судетська область. 3 жовтня 1938

Першу світову війну молодий Модель закінчив, маючи репутацію здібного бойового офіцера з величезним потенціалом. Ще на самому початку своєї військової кар'єри Вальтер Модель став відомим у військах, написавши книгу про легендарного прусського генерал-фельдмаршала Августа фон Гнейзенау. Крім того, за результатами своєї діяльності під час світової війни, він мав відмінні характеристики від генерал-майора Франца фон Рантау, командира 36-ї резервної дивізії, й вже був добре відомий головнокомандувачу рейхсверу генералу Гансу фон Зекту, який формував за умовами Версальської угоди нові збройні сили Німеччини. Таким чином, було не дивно, що 27-мирічний гауптман став одним з 4000 офіцерів, що були залишені служити в рейхсвері. У той хаотичний період, що ознаменувався народженням Веймарської республіки, Модель в цілому тримався осторонь від політики, хоча, як офіцер, він був залучений до кривавого придушення комуністичного повстання 1920 в Рурській області.
Наступного року він одружився з Гертою Хауссен (нім. Herta Huyssen). Від цього шлюбу пара мала троє дітей: Крісту, Геллу та Ганса-Георга. Варто зазначити, що Модель, не зважаючи на власний досвід у боях, ненавидів говорити про війну та політику й ніколи не обговорював ці теми зі своєю дружиною.
У 1925 році гауптман Вальтер Модель отримав призначення в місто Герліц на посаду командира роти 8-го піхотного полку 3-ї піхотної дивізії — елітного з'єднання рейхсверу, що брало активну участь у тестуванні технічних інновацій тієї епохи. З 1928 року перейшов на штабну роботу й читав лекції з військової тактики та військової історії на базових курсах підготовки штабних офіцерів. У 1930 був переведений до відділу бойової підготовки в так званому Труппенамті (нім. Truppenamt) — прихованому органу управління військами, що замінював німцям Генеральний штаб, котрий був під забороною після поразки Німеччини в Першій світовій війні. Тут Модель став дуже відомим серед німецьких офіцерів своєю активною підтримкою радикальної військової модернізації, а також повною безтактністю.
Військова кар'єра
- 27 лютого 1909 — фанен-юнкер
- 22 серпня 1910 — лейтенант
- 25 лютого 1915 — оберлейтенант
- 18 грудня 1917 — гауптман
- 1 жовтня 1929 — майор
- 1 листопада 1932 — оберстлейтенант
- 1 жовтня 1934 — оберст
- 1 березня 1939 — генерал-майор
- 1 квітня 1940 — генерал-лейтенант
- 1 жовтня 1941 — генерал танкових військ
- 28 лютого 1942 — генерал-полковник
- 1 березня 1944 — генерал-фельдмаршал

Протягом наступних років Модель продовжував проходження служби переважно на штабних посадах у з'єднаннях та об'єднаннях Рейхсверу. 1 жовтня 1933 він призначається командиром 2-го піхотного батальйону 2-го піхотного полку в Алленштайні, згодом повертається до Берліна на посаду начальника відділу в Генеральному штабі. З приходом до влади нацистів Модель, як і більшість офіцерів того часу, став щирим прихильником націонал-соціалістичного уряду. Служба в головному військовому відомстві в Берліні під керівництвом Вальтера фон Браухіча дозволила йому надбати корисних контактів з високопосадовими членами нацистського режиму. Він справив сприятливе враження на Геббельса, який представив його особисто А.Гітлеру; фюреру сподобався молодий енергійний офіцер. У подальшому, з початком світової війни, він досяг доволі близьких стосунків з Геббельсом і А.Шпеєром.
1 жовтня 1934 був призначений командиром піхотного полку з одночасним підвищенням до військового звання оберст.
Але вже через рік, восени 1935 Модель повернувся до штабу сухопутних військ на посаду начальника Головного військово-технічного управління. На нього покладається завдання щодо досліджень та випробувань новітніх систем зброї та озброєння. Модель не міг похвалитися значними технічними знаннями, але компенсував цей недолік кипучою енергією і живою уявою. Останнє нерідко шкодило йому при оцінці можливостей практичного застосування тих чи інших ідей. В цілому він чимало зробив для розвитку нової військової техніки, що надходила на озброєння Вермахту. Як фахівець з технічних питань у складі військової делегації рейхсверу Модель відвідав СРСР.
Під час Чехословацької кризи 1938 року за особистою вказівкою А.Гітлер планувалося призначення Моделя начальником штабу угруповання військ для вторгнення в Чехословаччину. Але після підписання Мюнхенської угоди необхідність у створенні такого угрупування відпала.
10 листопада 1938 року Модель був призначений начальником штабу 4-го армійського корпусу — 4-го військового округу, яким командував генерал від інфантерії В. фон Шведлер, зі штабом у Дрездені.
1 березня 1939 році Вальтер Модель став генерал-майором.

### Друга світова війна. Перші кампанії

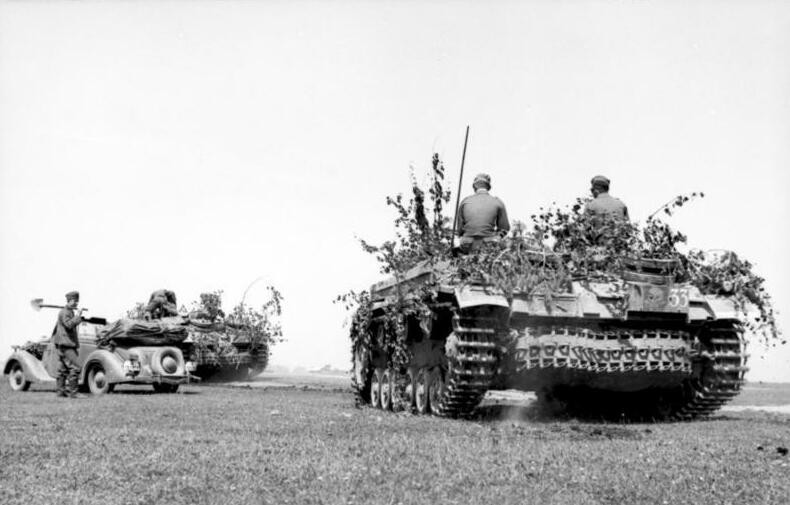
Німецькі штурмові гармати Sturmgeschütz III. Операція «Барбаросса». Червень 1941

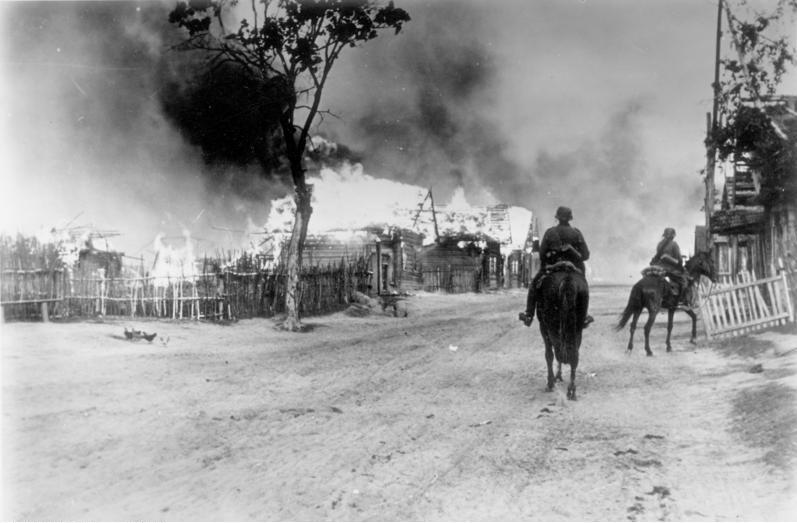
Німецька кіннота на вулицях спаленого радянського села. Смоленська битва. 16 липня 1941

На посаді начальника штабу армійського корпусу Модель брав участь у Польській кампанії 1939 року, в ході якої 4-й армійський корпус входив до складу 10-ї армії генерала артилерії В. фон Райхенау, що діяла на головному напрямку. Перед початком вторгнення до Франції, у квітні 1940, він підвищений в ранзі до генерал-лейтенанта.
Під час Французької кампанії 1940 року Вальтер Модель був начальником штабу 16-ї армії (генерал Е. Буш). У листопаді 1940 він прийняв під своє командування одну з основних ударних дивізій Вермахту — 3-тю танкову дивізію. Генерал відразу ж став повністю ігнорувати будь-які усталені формальності в організації, тактиці дій та системі управління, чим негайно завоював до себе повагу та любов своїх підлеглих і неймовірно роздратував зверхній штаб. Не зволікаючи часу, новий командир дивізії ініціював поглиблену комбіновану всебічну бойову підготовку особового складу в різноманітних ситуаціях, що не передбачалися ніякими уставами та настановами, проте мають виникнути в ході бою. Незалежно від штатного призначення за посадою та належності до підрозділів різних родів військ, усі військовослужбовці дивізії інтенсивно тренувалися в складі різних спеціальних груп: танкісти відпрацьовували дії з піхотою, інженери діяли з розвідниками тощо. Відточуючи на практиці ці дії, німецькі солдати досягли неабиякого професіоналізму в діях на полі бою. Таким чином, Модель на кілька місяців випередив створення штурмових груп, що набули регулярного застосування в німецькій армії в ході Другій світовій війні, й згодом стали рутинним явищем. Однак на той час, наприкінці 1940 — на початку 1941, це все ще не було універсальною практикою у Вермахті й провокувало чимале незадоволення вищого керівництва Моделя.

### Східний фронт

#### Операція «Барбаросса»
22 червня 1941 на чолі 3-ї танкової дивізії XXIV-го моторизованого корпусу 2-ї танкової групи генерала Г. Гудеріана, Модель вступив у війну проти Радянського Союзу. Частини його танкової дивізії з успіхом билися проти радянських військ Західного фронту під Білостоком, Мінськом і Смоленськом, форсували річки Західний Буг та Березину. 28 червня війська Моделя стрімким кидком опанували Бобруйськ.
4 липня 1941 передові загони 3-ї танкової дивізії вийшли до Дніпра в районі Бихова, однак форсування річки з ходу не вдалося. Авангард 3-ї танкової дивізії був атакований та відкинутий радянською 21-ю армією генерал-лейтенанта В. П. Герасименка. До 10 липня Модель присвятив час ретельній підготовці міцного удару через Дніпро й зосереджував сили для рішучого кидка. Для цієї операції Модель отримав підкріплення та реорганізував усі свої сили в три основні угруповання. До складу першого увійшли усі піхотні підрозділи із засобами посилення, на які покладалася задача перетнути річку і створити міцний плацдарм для німецьких військ. Друга група компонувалася з мобільних броньованих сил, які мали швидко проскочити через плацдарм і, не гаючи часу, продовжувати наступ вглиб оборони радянських військ. Й нарешті в третьому угрупованні — угрупованні вогневої підтримки — була зосереджена майже вся артилерія дивізії. План спрацював настільки успішно, що під час переправи німецькі втрати були мінімальними. За цей епізод та успішне виконання завдання Модель був нагороджений Лицарським хрестом.
Після двох тижнів важких боїв тимчасове угруповання група Моделя (нім. Gruppe Model), у складі 3-ї дивізії з доданою 1-ю кавалерійською дивізією, захищала фланг танкової групи від контратак радянських військ в районі Бобруйська, а потім атакувала й розгромила радянські війська зосереджені поблизу Рославля.

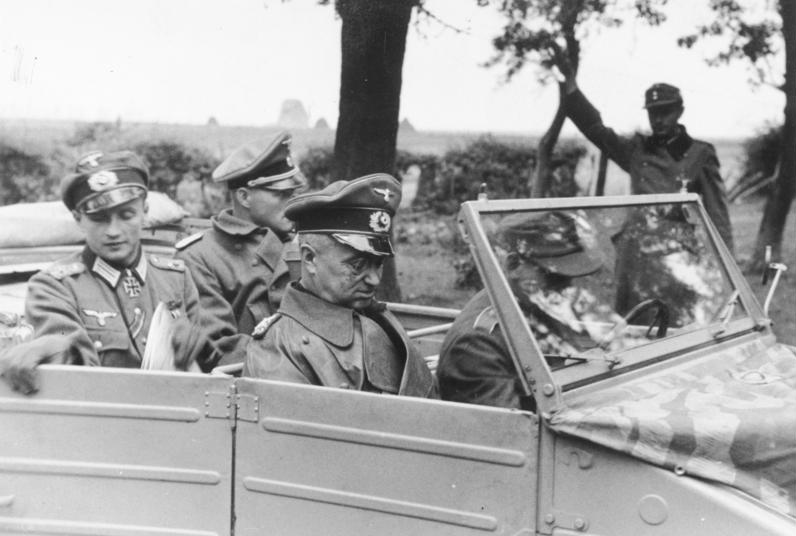
Генерал-фельдмаршал Вальтер Модель на фронті

Перебуваючи на вістрі удару танкової групи Гудеріана, дивізія Моделя зіграла важливу роль в оточенні та розгромі великих угруповань радянських військ на південь і південний захід від Смоленська (липень-серпень 1941 року). Після падіння Смоленська, Гітлер наказав танковій групі Гудеріана змінити напрямок наступу й танкова група повернула на південь в Україну. Головною метою цього маневру ставилося прорватися з північного напрямку в тил військам радянського Південно-Західного фронту, котрі обороняли Київ, й тим самим захлопнути пастку.
Дивізія Моделя, як і раніше, продовжувала діяти на напрямку її головного удару. З 24 серпня по 14 вересня, здійснивши з боями стрімкий блискавичний марш на 275 км, німецькі війська вийшли в район Лубен, опинившись в глибокому тилу радянського Південно-Західного фронту.
15 вересня 1941 року його дивізія з'єдналася з 9-ю танковою дивізією 1-ї танкової групи Е. фон Клейста, що наступала з південного напрямку, від Дніпра, назустріч 2-й танковій групи. У результаті стрімкого маневру, війська Вермахту замкнули кільце навколо 5-ї, 21-ї, 26-ї й 37-ї радянських армій, тим самим завершивши оточення київського угруповання радянських військ — найбільшу за всю Другу світову війну операцію з оточення. В оточенні опинилося зокрема управління Південно-Західного фронту на чолі з командувачем генерал-полковником М. Кирпоносом. Не зважаючи на усі спроби прорвати кільце оточення, планомірний відхід не відбувся. Здушені з усіх боків противником, розчленовані та залишені без управління частини, що до того ж зазнали великих втрат у попередніх боях, діяли розрізнено і безладно, найчастіше невеликими групами. Більшість військових формувань, розчленовані на дрібні групки, намагалися вирватися самостійно.
У ніч на 19 вересня 1941 радянські війська залишили Київ. За німецькими даними під Києвом до 24 вересня було взято в полон 665 тис. чоловіків. За даними, опублікованими в 1993 Генеральним штабом Збройних Сил РФ, радянські втрати склали понад 700 тис. осіб, з них 627,8 тис. безповоротно. Розгром Південно-Західного фронту відкрив противникові вільний шлях на Східну Україну, у Приазов'я та Донбас. У скрутне становище потрапили війська Південного фронту РСЧА.
Протягом усіх початкових операцій та битв з моменту вторгнення до Радянського Союзу Модель демонстрував високі темпи наступу, діяв дуже рішуче, не гаючи час й іноді діяв на грані фолу. Зокрема в одній з битв 3-тя танкова дивізія втратила майже усю бойову техніку та нараховувала в строю всього 10 танків, але сміливість Моделя, його вміння не втрачати ініціативи, завжди дозволяло йому успішно виконувати отримане завдання навіть такими силами.

#### Битва під Москвою
За результатами успішного розгрому радянського Південно-Західного фронту Модель був підвищений в генерали танкових військ й призначений командиром XLI-го моторизованого корпусу, який брав найактивнішу участь у реалізації плану операції «Тайфун» — останнього кидка Вермахту на Москву.
Операція з наступу німецьких військ на радянську столицю розпочалася 2 жовтня 1941 року, й хоча Модель був призначений на посаду ще 28 жовтня, він зміг прибути для прийняття під своє командування моторизованого корпусу лише 14 листопада, саме у розпалі боїв.
41-й моторизований корпус, що входив до складу 3-ї танкової групи Г. Райнхардта, у цей час наступав у районі Калініна на відстані 160 км на північний захід від Москви. Німецькі війська, що продовжували свій блискавичний наступ майже без перерви протягом кількох місяців з початку операції «Барбаросса», поступово почали втрачати ініціативу, радянські війська демонстрували рішучий опір окупантам, бої велися все інтенсивніше, просування вперед гальмувалося. Більш того, почали позначатися величезні втрати у військовій техніці та особовому складі; танки та решта техніки були зношені, лінії комунікацій та постачання розтягнулися на гігантські відстані, не встигаючи здійснювати логістичне забезпечення військ, що наступали. На довершення перші ознаки російської зими починали суттєво впливати на стан, як озброєння, так й особового складу. Проте, бойовий дух німецьких військ ще залишався високим, й остаточний, як вважали німці, кидок до Москви почався незабаром після прибуття Моделя на цю ділянку фронту. У той час Модель уособлював собою вихор енергії, неодноразово відвідував свої війська на передньому краї, закликаючи їх на великі зусилля, заражаючи не лише лінійні підрозділи, а й штаби своєю енергійністю.

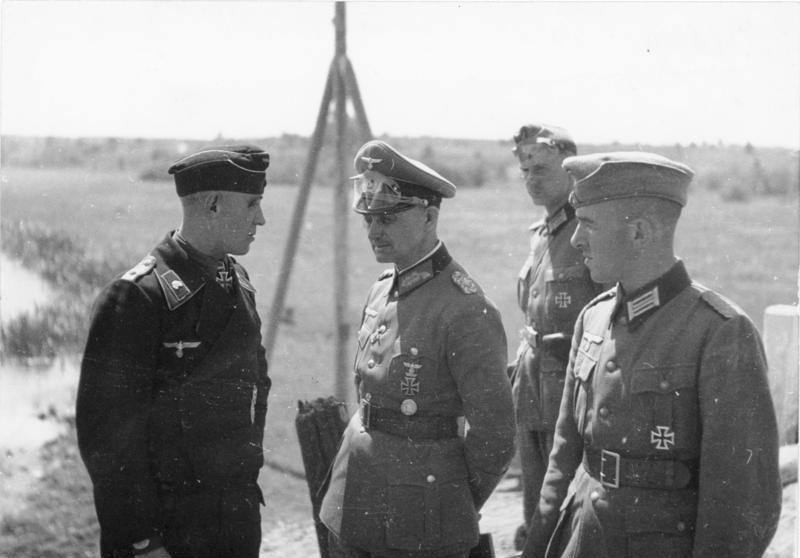
Командир дивізії Вальтер Модель поруч з оберстлейтенантом Ернстом-Георгом Буштеркірхом. Східний фронт, район Слуцька. Липень 1941

Наприкінці листопада Вермахту вдалося опанувати районом Клин, Солнєчногорськ, Істра, а 6-й танковій дивізії XLI-го моторизованого корпусу Моделя вийти до каналу Москва-Волга в районі Яхроми й зайняти Красну Поляну (за 32 км від московського Кремля). Подальшому просуванню німців у північному напрямку завадило скидання вод з Істрінського, Іваньківського водосховищ і водоймищ каналу імені Москви. За спогадами маршала Шапошникова Б. М.
«з наближенням німців до цього рубежу водоспуски водосховища були підірвані (по закінченню переправи наших військ), в результаті чого утворився водяний потік висотою до 2,5 м протяжністю до 50 км на південь від водосховища. Спроби німців закрити водоспуски успіхом не увінчалися».
Але ознак того, що німецькі війська повністю видихнулися було все більше й наступ поступово зупинився по всіх напрямках навколо Москви. Температура повітря впала до 20-40 °С нижче нуля, зброя і транспортні засоби були не здатні працювати в таких умовах і Гітлер був вимушений призупинити наступальні операції.
5 грудня 1941 війська Калінінського фронту (генерал-полковник І. С. Конєв), а 6 грудня — Західного (генерал армії Г. К. Жуков) і правого крила Південно-Західного фронтів (маршал Тимошенко С. К.) перейшли в масштабний контрнаступ, спрямований на відсунення групи армій «Центр» від Москви. Особливо запеклі бої велися проти військ 3-ї танкової групи, чиї формування були зупинені на найближчих відстанях від столиці СРСР. Протягом трьох тижнів жорстоких бойових дій, Г.-Г. Райнхардт був змушений відвести свої війська з-під загрози потенційного оточення і відступив на лінію річки Лами. Модель, відповідальний за прикриття організованого відходу німецьких військ і діючи в ар'єргарді суворими, іноді дуже жорстокими методами, нищив на кореню будь-які ознаки дезорганізованості та паніки, що могли перетворити відступ військ Вермахту на безладну втечу. У кількох випадках він відновлював порядок на перевантажених перехрестях, через які рухалися виснажені та деморалізовані німецькі колони, з оголеним пістолетом, але відхід не перетворився на колапс усього фронту. Однак, вперше з початку Другої світової війни на засніжених полях Підмосков'я Червона армія спромоглася завдати німецьким військам нищівного удару, розвіявши міф про їхню непереможність.
Протягом цього періоду, Модель проаналізувавши характерні риси організації та проведення радянськими військами наступальної операції, прийшов до висновку, що в основному атаки радянських формувань здійснюються масами, як правило, без попередньої вогневої підготовки та з погано організованою та налагодженою тактичною взаємодією й управлінням. Найуспішнішим методом оборонних дій з боку Вермахту за його спостереженнями були моменти, коли німці використовували осередкові опорні пункти оборони замість розпорошення сил та засобів на утримання суцільної лінії оборони. Більше того, радянська система матеріального забезпечення військ, що наступали, була недостатньо налагоджена, й таким чином, навіть якщо Червоною армією був здійснений прорив, це ще не означало автоматично кризи та безвихідності.
Модель наказав своїм з'єднанням та частинам поширювати цей досвід, створюючи опорні пункти на ключових об'єктах. Це надавало йому можливості використати перевагу корпусу в артилерії над противником, водночас він розпочав створення невеликих моторизованих ударних груп, що мали справу з будь-яким проривом. Його тактика виявилася дуже успішною, навіть 6-та танкова дивізія, що залишилася з 1 000 військових, включаючи персонал тилових підрозділів, змогла організовано відійти на вказані рубежі, не втрачаючи дисципліни та бойового порядку. У подальшому Модель продовжував практикувати подібну тактику оборонних дій впродовж всієї своєї кар'єри.

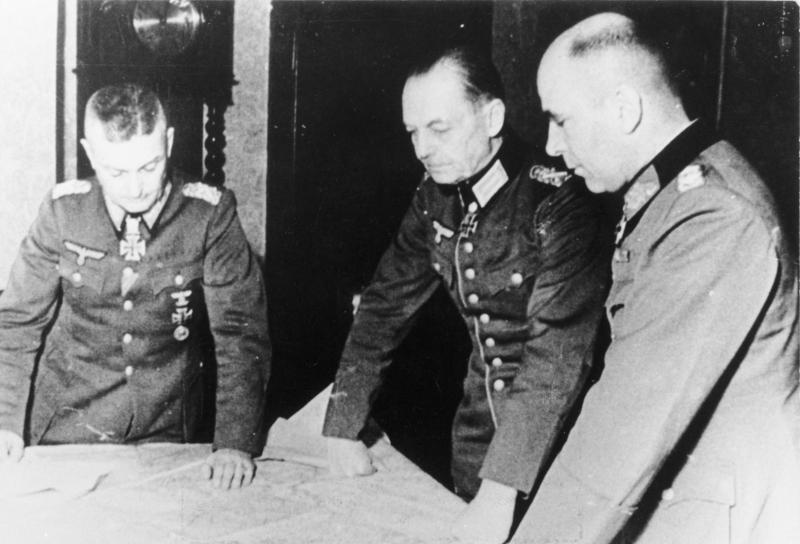
Генерал-фельдмаршали Вальтер Модель, Герд фон Рундштедт та генерал від інфантерії Ганс Кребс

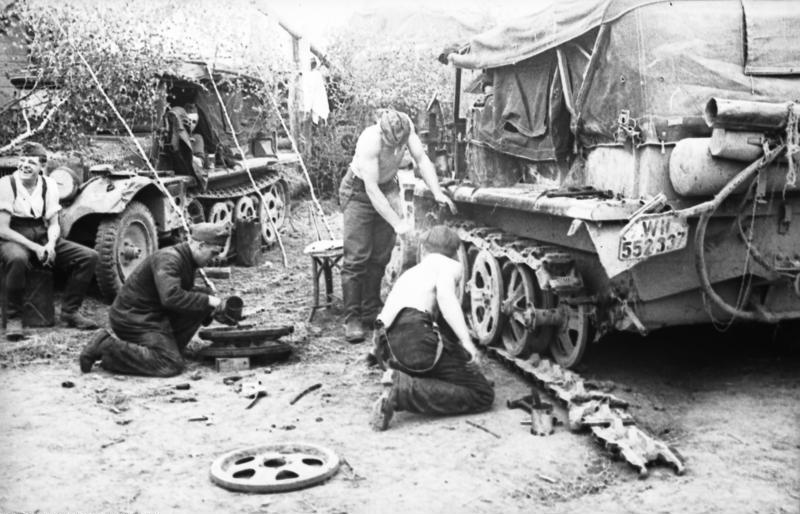
Ремонт артилерійського тягача Sd.Kfz 10 Ржевська битва. Березень 1942

#### Ржевська битва
Успіх Моделя в організації оборонних дій не залишився непоміченим, й 16 січня 1942 його було призначено командувачем 9-ю армією, що займала дуже загрозливі позиції всередині так званого Ржевського виступу. Призначення його на цю високу посаду відбулося певним чином поза чергою. Він перестрибнув принаймні ще 15 генералів у групі армій «Центр», що мали шанси зайняти посаду командувача армією. Не вважаючи на заперечення деяких вищих воєначальників, які говорили, що 51-річний генерал Модель, який всього лише 3 місяці тому командував лише дивізією, ще молодий і недостатньо досвідчений для здобуття права займати таку посаду, А.Гітлер все ж наполіг на його кандидатурі. Цього разу фюрер не помилився у своєму виборі. У ході запеклої битви, що розгорнулася взимку 1941—1942 років у районі Ржева, Модель не тільки врятував свою армію від загрози навислого над нею оточення і запобіг розгрому радянськими військами всього лівого крила групи армій «Центр», але й спромігся сам оточити радянську 39-ту армію, розгром якої був завершений до кінця липня 1942 року.

Операція «Зейдліц»

17 лютого 1942 за успішне проведення операції Модель був нагороджений дубовим листям до Лицарського хресту і 28 лютого був підвищений у генерал-полковники.
Існує популярний анекдот про його прибуття до штабу армії в Сичівці 18 січня 1942. Модель у характерній йому манері увірвався до оперативної кімнати й безцеремонно став розглядати карту оперативної обстановки, одночасно шліфуючи свій монокль. Нарешті, оцінивши скрутне становище армії, він промовив «Повний бардак!» й запитав офіцера-оператора, оберстлейтенанта Блорока, які поточні плани армії, виходячи з обстановки, що склалася. Офіцер відповів, що попередні плани не поширюються далі, ніж спробувати відбити у росіян залізничну лінію. Тоді Модель зажадав спланувати потужну контратаку з кінцевою метою «вдарити радянським військам у фланг й вчепитися в них мертвою хваткою». Коли вражений Блорок запитав: «А що, пане генерал, Ви принесли нам для цієї операції?», Модель подивився на нього серйозно і відповів «Себе!», й залився сміхом.
Невдовзі до його від'їзду на фронт, новий командувач армією мав тривалі консультації з А.Гітлером і Ф.Гальдером. Вони інструктували Моделя, що необхідно проявити велику твердість аби одночасно врятувати армію від знищення та утримати зайняті позиції. У свою чергу його запальність настільки вразила Гітлера, що, після від'їзду генерала, він зауважив Гальдерові:
«Ви бачили його очі? Я вірю, що ця людина зробить це, але я б не хотів служити під його керівництвом».
Коли Модель перебрав на себе командування армією, її сектор відповідальності був у жахливому стані: Калінінський фронт прорвав лінію оборони та загрожував залізниці Москва-Смоленськ, основному маршруту постачань для групи армій «Центр». Не зважаючи на небезпеку, новий командувач швидко зорієнтувався в обстановці та з'ясував, де найбільш слабкі місця противника й негайно контратакував, відрізавши в районі селища Холм-Жирковського частку радянських військ, що вирвалися вперед від основних сил. У напівоточенні опинились 39-та армія І. І. Масленнікова та 11-й кавалерійський корпус С. В. Соколова. У запеклих боях, що тривали до лютого, він відбив кілька радянських спроб звільнити з пастки війська. Згодом Модель створив передумови для розгрому радянських військ, а до середини липня, діючи як удав, що заковтує свою жертву, провів операцію «Зейдліц», поступово розтрощивши та знищивши приречене угруповання. Загальні втрати радянських військ перевищили 61 тис. осіб. Командувач 39-ю армією генерал Масленніков залишив свої війська, бувши евакуйованим літаком в тил, й доручивши командування угрупованням своєму заступникові генералу І. О. Богданову, що бився до останнього й загинув від отриманих поранень, виводячи з оточення 10 тис. бійців та командирів.
23 травня 1942 Модель, бувши командувачем 9-ї армії, отримав своє п'яте поранення й знаходився на лікуванні до серпня місяця.
Відновивши та закріпивши позиції 9-ї армії, Модель перейшов до стадії утримання займаних рубежів. Його погляди на побудову оборони в поєднанні з традиційними методами планування оборонних дій сполучалися з його власними тактичними інноваціями й базувалася на наступних принципах:
- оперувати найсвіжішими даними розвідки, що підтверджуються джерелами фронтової військової розвідки, а не покладатися на звіти тилових аналітиків;
- створити суцільну лінію фронту, попри те, наскільки потужні оборонні можливості військ, що на неї спираються. Хоча це суперечило стандартній німецькій доктрині, яка вимагала створення бойових застав на передовій, у той час, як основна частина військ зосереджувалася далі в оперативній глибині;
- формувати мобільні тактичні резерви, що повинні негайно ліквідувати прорив у разі атаки радянських військ. На практиці це означало, розосередження його танкових підрозділів на окремі взводи й роти вздовж фронту для підтримки піхоти, замість того, щоб зосередити їх та створити значний ударний компонент;
- централізоване управління та контроль всієї артилерії. З кінця Першої світової війни німецькі дивізії мали в штаті свою власну артилерію силою до артилерійських полків, але це ускладнювало можливості командування централізувати її вогневі можливості або маневрувати формуваннями артилерії для того, щоб максимально використати вогневу міць артилерійського вогню за викликом або у визначеному районі. Модель реорганізував свою артилерію в спеціальні вогневі дивізіони під безпосереднім контролем дивізійних і корпусних командирів.
- влаштування кількох статичних рубежів оборони по всьому фронту з метою ускладнення просування противника у випадку прориву. До речі, Гітлер фактично забороняв спорудження кількох рубежів, пояснюючи це тим, що солдати будуть мати спокусу відмовитися від утримання свого поточного рубежу на користь відходу назад до наступного; Модель просто проігнорував це як незручну рекомендацію.

Операція «Бюффель» (1943)

Використовуючи цю тактику, генерал Модель успішно утримував величезну ділянку фронту, що вдавалася далеко вглиб радянської оборони на московському напрямку, й більш того зміг протягом 1942—1943 років успішно протистояти усім спробам радянських військ ліквідувати небезпечний «апендикс», всупереч тому, що частка його військ та транспортних засобів була перекинута далі на південь, де розгоралися основні події другого етапу німецько-радянської війни. У цей час він відбив кілька великих радянських наступів, один з них, відомий під кодовою назвою операція «Марс», був описаний, як найгірша поразка маршала Георгія Жукова у війні. Все це додавало слави до його репутації неперевершеного «лева оборони».
9-та армія врешті-решт була поступово евакуйована з Ржевського виступу в ході блискуче проведеної операції «Бюффель» (нім. Buffel) у березні 1943 року, як частини загального скорочення лінії фронту. Підготовчий етап проводився в режимі суворої таємності. Завантаження залізничних вагонів та евакуація техніки та цивільних відбувались, як правило, вночі. За декілька тижнів до початку операції були проведені великомасштабні антипартизанські зачистки, під час яких близько 3000 партизан були вбиті. Відхід зайняв два тижні та відбувся з мінімальними втратами або збоями: це стало майже подвигом, враховуючи те, що армія налічувала близько 300 тисяч осіб, включаючи цивільне населення, 100 танків і 400 гармат. Під час відходу Модель використовував «тактику спаленої землі», колодязі були отруєні, й принаймні два десятки сіл зруйновані, усі об'єкти військового значення (мости, вокзали, водонапірні вежі, залізничні шляхи, автомобільні дороги) були зруйновані. Додатково командувач армією особисто наказав депортувати всіх цивільних осіб чоловічої статі.
У результаті успішно проведеної операції Моделю вдалося ліквідувати Ржевський виступ, а разом з ним можливість оточення його 9-ї армії радянськими військами. Лінія фронту для військ Вермахту скоротилася з 530 до 200 км.
2 квітня 1943 генерал-полковник Модель отримав Мечі до Лицарського хреста, а вивільнена 9-та армія отримала наказ передислокуватися південніше під Орел. Там на Моделя було покладено керівництво лівим (північним) крилом угруповання німецьких військ, які влітку 1943 року планували наступ на Курській дузі.

#### Курська битва
5 липня 1943 армія Моделя розпочала наступ на північному крилі Курської дуги під час операції «Цитадель», план якої викликав великі суперечки серед німецького верховного командування. Командувачі груп армій «Центр» і «Південь» фельдмаршали Гюнтер фон Клюге та Еріх фон Манштейн закликали розпочати активні наступальні дії ще в травні, до того, як Червона армія могла б підготувати свою оборону. Інші, у тому числі Гайнц Гудеріан, відчували, що в наступі не було необхідності, що вермахту потрібно чекати, доки радянські війська самі не розпочнуть наступальну операцію на цій ділянці фронту.
Модель також сумнівався в успіху операції, зазначивши, що Центральний фронт К. Рокоссовського зміг міцно укріпитися і його війська перевершують німецькі у співвідношенні два до одного в особовому складі, танках і артилерії. Однак замість того, щоб наполягти на цьому та добитися скасовання наступу, Модель сказав, що операція має бути відкладена, поки він не зможе отримати подальші підкріплення, зокрема нові танки «Пантера» і винищувачі танків «Фердинанд». Істинна думка Моделя стосовно плану операції «Цитадель» залишилася неясною, фон Манштейн прийняв його рекомендації за підтримку випереджального наступу Вермахту, в той час як Гудеріан стверджував, що він був категорично проти наступу взагалі. Аналогічним чином можна припустити, що Модель насправді сподівався зірвати операцію, або відкласти її до того, як Червона армія сама розпочне власний наступ.
Із самого початку операції на Моделя чекав провал, його 9-та армія швидко зав'язла в системі радянських фортифікаційних укріплень. Сподіваючись наростити свої сили за рахунок очікуваних підкріплень він припустився критичної помилки: міць Червоної армії в Курському виступі, зростала набагато швидше, ніж в атакуючої сторони. Маючи менше бронетехніки й більш артилерії, ніж фон Манштейн на південному фланзі, та побоюючись, що глибокоешелонована оборона радянських військ завдасть його броні важких втрат, він вирішив використати свою піхоту для прориву оборонних рубежів Рокоссовського, а потім направити ударні танкові та моторизовані війська в пробиті проломи. Це не спрацювало. За сім днів з величезними втратами німці змогли просунутися лише на 12 км, і так й не змогли вирватися на оперативний простір. Спрожогу Модель кинув свій броньований кулак у битву, але, зазнавши ще більших втрат, досяг мінімального ефекту. Й хоча втрати Вермахту в техніці на північному фланзі виступу були значно нижчими ніж на бєлгородському, де намагався прорватися генерал-фельдмаршал фон Манштейн, головної мети — прорвати оборону радянських військ — жодне з угруповань не досягло.

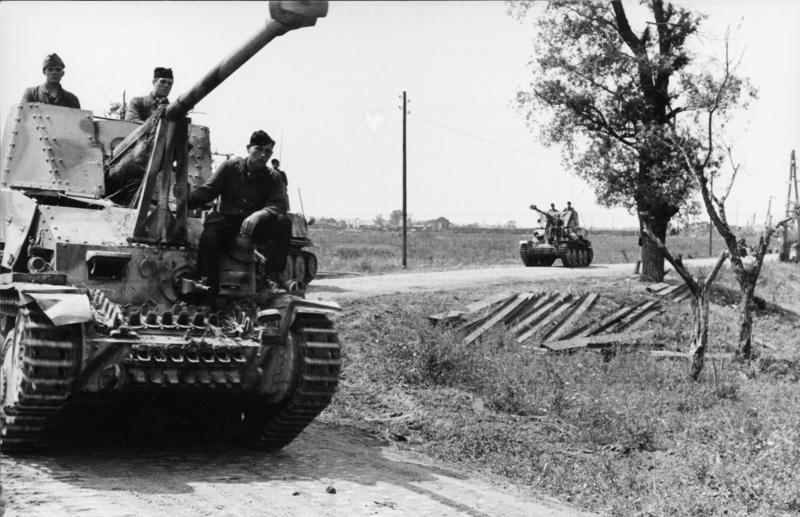
Винищувачі танків Marder III на марші. Операція «Цитадель». 1943

Перед початком операції «Цитадель», Модель, передбачаючи можливості радянського наступу на Орловському напряму, організував (не доповідаючи про це в ОКГ), масштабні роботи з влаштування оборонних ліній для відбиття таких атак. У ході битви командувач групою армій «Центр» фон Клюге тимчасово призначив його також командувати 2-ю танковою армією на додаток до 9-ї армії.
12 липня після провалу наступу німецьких військ, радянське командування за планом операції «Кутузов» розпочало свій контрнаступ. У ньому брав участь не тільки Центральний фронт К. К. Рокоссовського, але і війська Брянського та Західного фронтів, величезне угруповання сил, набагато більше, ніж Модель мав на початку операції «Цитадель». Радянська перевага в силах та засобах була настільки значною, що Ставка очікувала, що знадобиться лише 48 годин, щоб досягти Орел та розтрощити німецькі війська; однак, битва закінчилася лише через три тижні й Модель спромігся відвести свої війська з виступу організовано та не втрачаючи ініціативи. Масштаби інтенсивності бойових дій у ході відступу в порівнянні з «Цитаделлю» можна почерпнути зі зведених списків утрат для 2-ї танкової та 9-ї армій: з 1 до 10 липня німці зазнали 21 000 втрат, а з 11 по 31 липня — 62 000. Не зважаючи на значні жертви, Модель зміг завдати серйозних втрат трьом фронтам Червоної армії, скоротити лінію фронту й головне уникнути знищення. Репутація неперевершеного майстра оборони, таким чином, пережила його провал в наступі в операції «Цитадель».
Після втрати Орла, армія Моделя під безперервним тиском радянських військ, що перейшли в наступ від Смоленська на півночі до Ростова на півдні країни, відійшла до Дніпра. У ході відступу до Дніпра, виконуючи наказ Гітлера, він з особливим завзяттям застосовував «тактику спаленої землі», виявляв крайню жорстокість стосовно мирного населення, активно співпрацював з каральними органами СС. За його наказом було відправлено в Німеччину понад 250 тис. осіб цивільного населення. Відступаючи на захід, війська Моделя залишали за собою лише димлячі руїни спалених та зруйнованих вщент сіл і міст. Такі дії за всіма міжнародними законами визначаються як воєнні злочини, а воєначальники, що дотримуються таких методів ведення війни, — військовими злочинцями. Зупинити наступ радянських військ Моделю вдалося лише в жовтні 1943 року на рубежі Дніпра.
Наприкінці вересня Модель був звільнений з командування 9-ю армією і скористався такою нагодою, щоб піти у відпустку на три місяці до Дрездена до своєї сім'ї. Це було останнє Різдво, яке він проводив у себе вдома.

#### Битва за Нарву (1944)
Звільнення Моделя з посади командувача армією не було ознакою втрати довіри А.Гітлер, навпаки, він отримав її: фюрер хотів, щоб талановитий генерал завжди був під рукою у випадку, якщо цього буде вимагати надзвичайна ситуація.
29 січня 1944 Вальтер Модель був терміново відправлений командувати групою армій «Північ», яка двома тижнями до того, після багатьох місяців відносної бездіяльності, піддалася масштабному удару радянських Волховського, Ленінградського та 2-го Прибалтійського фронтів. Ситуація склалася критичною: два з трьох корпусів 18-ї німецької армії були знищені, 3-й танковий корпус СС, що оборонявся в Нарві, опинився в ізоляції.

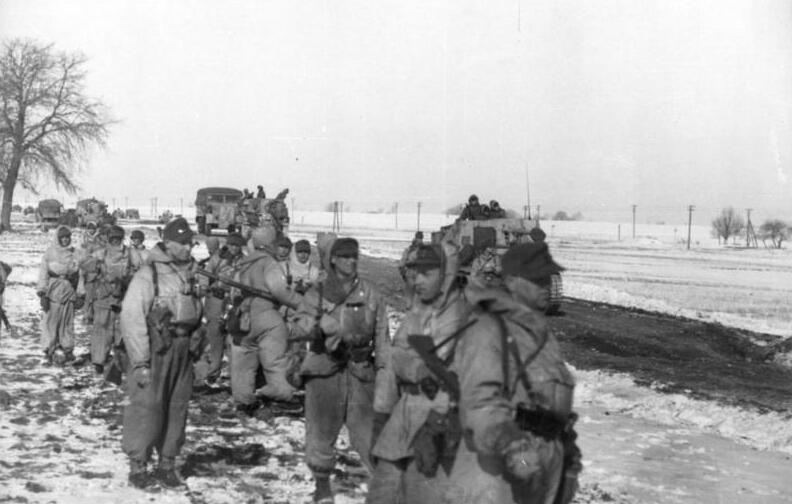
Солдати Вермахту. Битва за Нарву (1944)

Попередній командувач групи армій генерал-фельдмаршал Георг фон Кюхлер благав Гітлера дозволити його військам відійти на лінію «Пантера» в Естонії, яка була готова лише наполовину. Модель відразу ж обрушився з критикою таких розмов і оголосив уведення нової тактики дій, яку він назвав «Щит і меч» (нім. Schild und Schwert). Згідно з цією доктриною, територія буде тільки тимчасово звільнятися під тиском противника, для того, щоб зібрати резерви для негайної контратаки, якою радянські війська будуть відкинуті назад. Ці заяви агресивних намірів сподобалися Гітлерові та ОКГ, які не мали значних резервів, щоб відправити їх на фронт, але ж водночас вони не бажали поступатися територією. Військові історики суперечать одне одному з цього приводу, деякі стверджують, що «Щит і меч» був винаходом Гітлера, а інші наполягають на тому, що це був тонко розрахований виверт Моделя, який таким чином намагався замаскувати свої справжні наміри, та відступити до лінії «Пантера».
Не зважаючи на задекларовану Моделем «тимчасову» втрату землі, зазвичай така втрата була постійною з огляду на те, що Моделю довелося вести запеклі ар'єргардні бої при відході на рубіж лінії «Пантера». Він поклав відповідальність на Нарвській ділянці фронту на генерала Отто Шпонгеймера, командувача армійської групи «Нарва», в той час як особисто зосередився на витягуванні 18-ї армії зі скрутного становища. Без схвалення ОКГ або навіть повідомлення, він побудував ряд проміжних оборонних ліній для прикриття свого відступу, поступово уповільнюючи темп наступу радянських військ та завдаючи їм важких втрат.
До кінця березня відхід військ Вермахту був завершений. Основні його сили в цілому були збережені, боєготові та готові протистояти подальшому наступу радянських військ, але реалізація завдань під час виконання концепції «Щит і меч» обійшлася йому в 10 000-12 000 чоловіків. Ціною таких втрат Моделю не вдалося відновити свої позиції по старій лінії фронту, але йому зладилося виграти час, доки головні сили зможуть відступити на вказані рубежі. Ці дії також дозволили йому сказати А.Гітлер, що він реалізував на практиці агресивний підхід, навіть якщо при цьому війська просувалися на захід.
1 березня 1944 року Модель отримав звання генерал-фельдмаршала, ставши наймолодшим фельдмаршалом у Вермахті. Його стрімкий зліт від полковника до фельдмаршала зайняв усього шість років.

#### Україна, Білорусь і Польща
30 березня 1944 року Модель терміново отримав призначення на командування створеної групи армій «Північна Україна» в Галичині, яка хаотично відступала під сильним тиском 1-го Українського фронту маршала Жукова. Модель замінив фон Манштейна, який потрапив у немилість Гітлера. Не зважаючи на попередні перемоги Манштейна, фюрер хотів когось, хто міг бути непохитним в обороні, а Модель на його думку повністю відповідав цим вимогам. Там він негайно вступив у конфлікт з оточенням Манштейна, зокрема з керівництвом XLVIII-го танкового корпусу генералами Г. Бальком та Ф.-В. фон Меллентіном. Як і їхній попередній командувач, вони виступали за концепцію «еластичної оборони», яка передбачала створення тонкої лінії фронту й потужного броньованого резерву для контратаки радянських проривів. Зараз вони просто відмовлялися переходити на принципові інновації тактики Моделя. Модель вирішив проблему просто — шляхом передачі танків з XLVIII-го танкового корпусу в III-й танковий корпус Г. Брайта, залишивши Г.Балька і Ф.-В. фон Меллентіна відповідальними за чотири послаблені піхотні дивізії на передовій.
До середини квітня наступ Жукова поступово зупинився й загальна обстановка на цій ділянці фронту стабілізувалася.
28 червня 1944 Модель був терміново посланий врятувати чергову групу армій — групу армій «Центр» — яка була на межі повної катастрофи внаслідок величезної за своїми масштабами операції «Багратіон», наступу радянських військ в Білорусі. 9-та та 4-та німецькі армії опинилися в пастці, радянські військ були готові звільнити Мінськ. Наперекір катастрофічній ситуації, що склалася, Модель вважав, що він має шанси втримати Мінськ, але для цього було потрібно забезпечити прорив 4-й армії з котла та отримати додаткові підкріплення для контрудару по радянських військах. Однак, підкріплення в свою чергу можна було отримати тільки шляхом скорочення лінії фронту та відходу з деяких ключових позицій, що надавали можливість вивільнити війська. На думку військових істориків стан військ Вермахту був приречений незалежно від того, що Модель міг би зробити в такому безвиходному становищі, але Гітлер відмовлявся санкціювати як прорив з котла 4-ї армії, так й загальний відхід, поки не стало запізно.
3 липня 1944 Мінськ був звільнений військами радянських 1-го та 3-го Білоруських фронтів, але Модель все ще сподівався відновити фронт західніше міста за допомогою дивізій, що були перекинуті зі складу груп армій «Північ» і «Північна Україна». З усім тим, німецькі сили були заслабкі аби втілити цей план на практиці, й 12 липня Модель був вибитий з Вільнюса і Барановичів.
Водночас війська 1-го Українського фронту під командуванням маршала Івана Конєва і лівого крила 1-го Білоруського фронту розпочали черговий наступ проти групи армій «Північна Україна». У цій битві 1-й танковій армії вдалося утримати оборону східніше Львова, використовуючи оборонну тактику Моделя, але він таки був змушений відступити, коли 4-та танкова армія, послаблена безперервним відтоком своїх формувань на посилення групи армій «Центр», була вже невзмозі стримати радянський наступ на власному фронті. Модель зміг зупинити просування Червоної армії аж на підступах до Варшави, й то лише після того, як Гітлер урешті-решт погодився посилити його групу армій 4-ма досвідченими та свіжими танковими дивізіями (3-тя танкова СС «Тотенкопф», 5-та танкова СС «Вікінг», «Герман Герінг» і «Велика Німеччина»). Посиленню позицій військ Моделя сприяло також те, що Червона армія зупинила свій наступ для перегрупування і поповнення запасів, що, у свою чергу, дозволило німцям скористатися нагодою та кинути значні сили на придушення Варшавського повстання.
У різний час в 1944 році, Модель командував кожної з трьох основних груп армій на Східному фронті, і протягом короткого періоду в середині року був командувачем одночасно груп армій «Центр» і «Північна Україна». У цьому відношенні ніхто з вищого керівництва Вермахту не міг з ним зрівнятися.

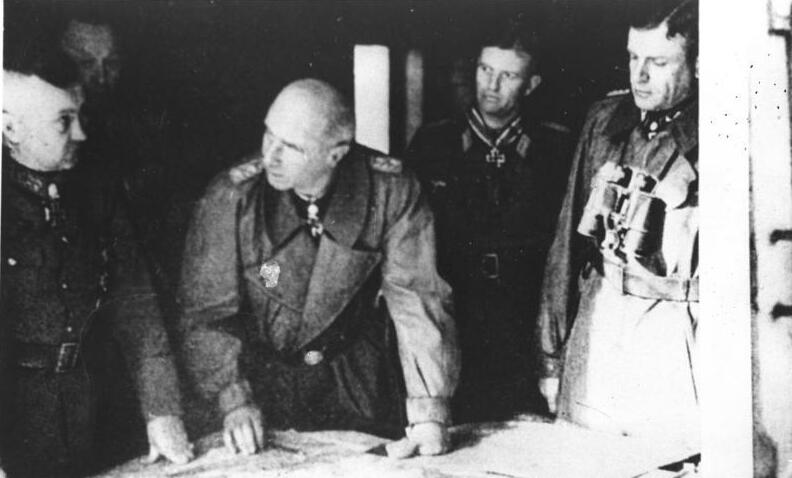
Вальтер Модель з генерал-полковником Куртом Штудентом, бригадефюрером СС Вільгельмом Біттріхом, майором Гансом-Питером Кнаустом та бригадефюрером СС Гайнцем Гармелем. Операція «Маркет-Гарден». 1944

### Західний фронт

#### Операція «Оверлорд»
17 серпня 1944 Модель отримав від Гітлера діаманти до Лицарського хреста з дубовим листям і мечами, нагороду за самовіддане «латання» Східного фронту. Одночасно він був переведений на Захід, змінивши головнокомандувача військами Вермахту на Західному фронті та групи армій «B» фельдмаршала Гюнтера фон Клюге, що був запідозрений у змові та незабаром скоїв самогубство. Після майже двох місяців запеклих боїв ситуація на фронті в Нормандії була на межі повного колапсу. Американська 3-тя армія Паттона рвалася до Сени, решта німецької групи армій була оточена у Фалезькому котлі й знаходилася під загрозою повного знищення.
Першим чином Модель віддав наказ, який категорично вимагав від військ, що билися у Фалезькому котлі, утримувати позиції за будь-яку ціну, чим не вразив своїх підлеглих. Проте, швидко розібравшись із реальним становищем на місті, він кардинально змінив свою думку, й переконав А.Гітлер дозволити негайний відхід німецьких 7-ї армії й танкової групи Ебербаха, що фон Клюге, з похитнутою довірою до нього, був не в змозі зробити. Таким чином Моделю вдалося врятувати значну частину свого війська, хоча й ціною втрати майже усієї військової техніки та озброєння. Коли Гітлер зажадав аби Париж був утриманий, Модель відповів, що він може зробити це, але йому потрібні додатково 200 000 вояків та кілька танкових дивізій, що в тій ситуації було нездійсненною мрією. Звичайно Модель жодних підкріплень не отримав й 25 серпня 1944 французька столиця — Париж — була звільнена військами союзників. Між тим, Модель організовано відходив до німецького кордону.
На початок вересня, Модель примудрився поєднувати виконання своїх обов'язків, перебуваючи одночасно на чолі Головнокомандування Вермахту «Захід» та групи армій «B». Незабаром він був звільнений від виконання обов'язків головнокомандувача ОВ «Захід» й передав повноваження старому фельдмаршалу Г. фон Рундштедту. За Моделем залишилося командування групою армій «B», цю посаду він буде обіймати до повного розгрому групи армії у квітні 1945 року.

### Відступ до Німеччини

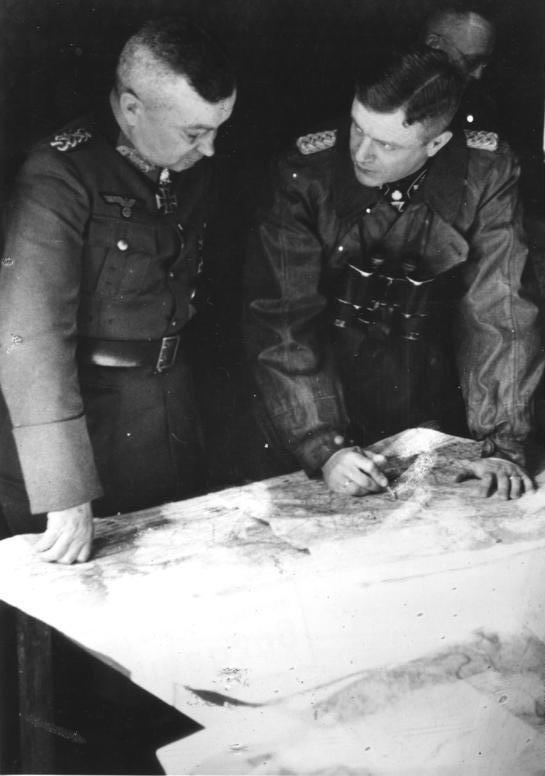
Вальтер Модель з командиром 10-ї танкової дивізії СС «Фрундсберг» бригадефюрером СС Гайнцем Гармелем. Вересень 1944

Після фіаско у Франції Модель перебазував свою штаб-квартиру до Остербеку (нід. Oosterbeek), біля Арнема в Нідерландах, де він негайно приступив до вирішення проблем відновлення боєздатності групи армій «B».
17 вересня 1944, обід фельдмаршала був грубо перерваний, коли близько 14 годин старший офіцер штабу Моделя, оберст фон Темпельхоф, увірвався в апартаменти фельдмаршала зі словами: «Повне свинство — над нами одна або дві дивізії парашутистів!». Британські десантники зі складу 1-ї повітрянодесантної дивізії, в ході операції «Маркет Гарден», приземлилися поблизу його штабу, намагаючись захопити мости на Нижньому Рейні, Маасі та Ваалі. Спочатку Модель вирішив, що союзний десант планує полонити його зі штабом. Віддавши наказ: «Всім забиратися — збір в Терборзі!», Модель поспішно стрибнув у свою важку штабну машину й втік з Остербеку. Промчавши на повній швидкості десяток кілометрів, він вдало вирвався із зони висадки ворожого десанту і незабаром прибув до штабу II-го танкового корпусу СС. Подібно Моделю раптовий напад з повітря застав зненацька та інших вищих німецьких командирів у Нідерландах: командувач німецькими військами в Голландії генерал авіації Ф. Крістіансен у цей час обідав в амстердамському ресторані; командувач 1-ю парашутною армією генерал-полковник К. Штудент знаходився практично за 10 кілометрів від району десантування 101-ї американської дивізії в містечку Вайт (нід. Vught).
Модель, проаналізувавши масштаби висадки десантних військ, швидко усвідомив, що ж було реальною метою висадки повітряного десанту союзників та наказав II-му танковому корпусу СС негайно вступити в дію. Корпус мав у своєму складі 9-ту та 10-ту танкові дивізії СС, які щойно відійшли після боїв у Нормандії на переформування, маючи значний некомплект особового складу. Водночас, ці танкові з'єднання мали багато досвідчених ветеранів боїв й становили смертельну небезпеку для десантників з їх легким озброєнням. 9-та дивізія СС вступила в бій з британцями в Арнемі, в той час, як 10-та вирушила на південь, щоб захистити міст в Неймегені.

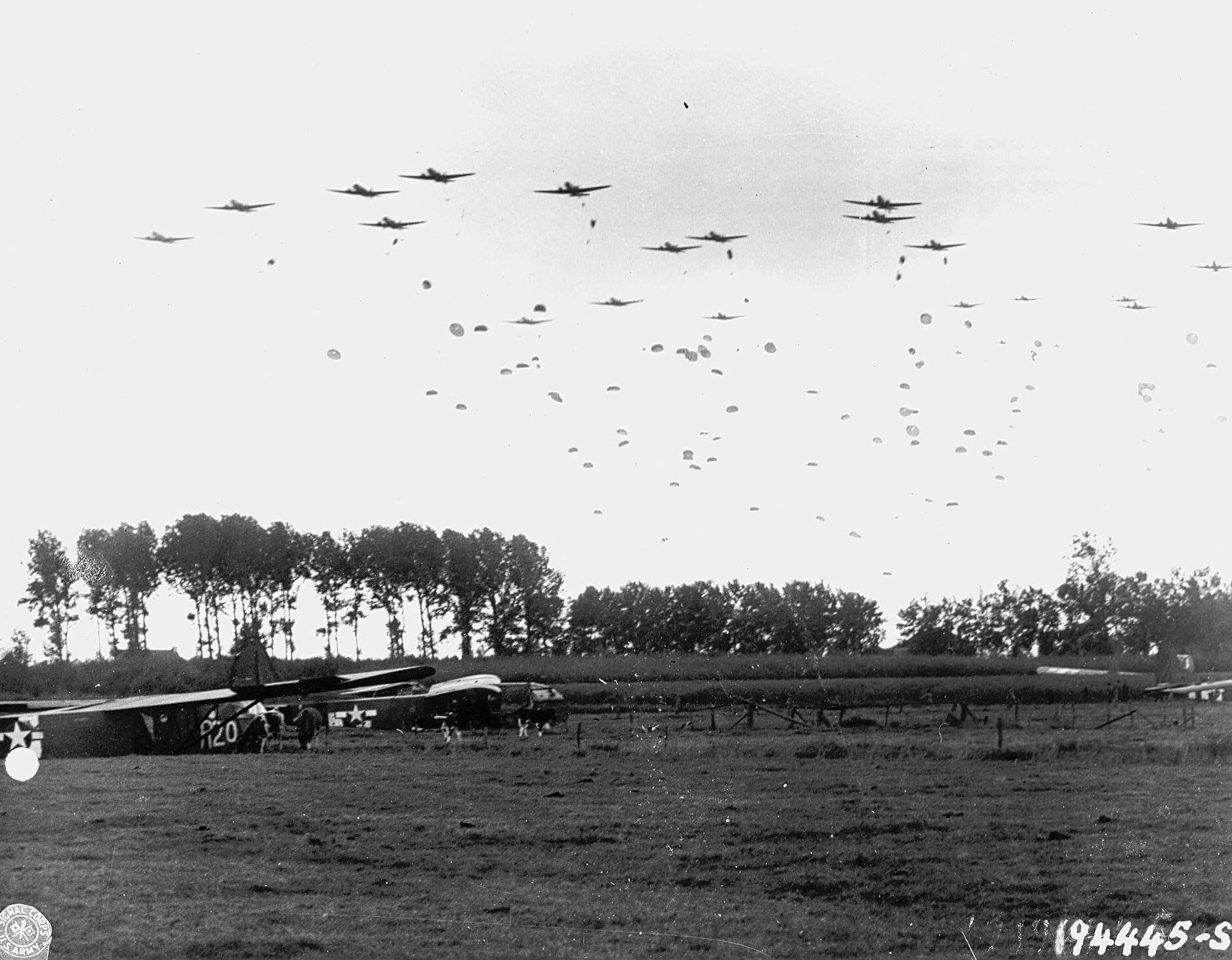
Висадка повітряного десанту союзників. Операція «Маркет-Гарден». 17 вересня 1944

Модель швидко з'ясував уразливість задуму операції західних союзників й те, що за даних обставин ситуація являє не лише загрозу, а й пречудову можливість для контратаки військ противника та навіть імовірність вибити їх з південної Голландії. З цією метою він заборонив командиру 2-го танкового корпусу СС обергрупенфюреру СС Віллі Біттріху та командиру 10-ї танкової дивізії СС бригадефюреру СС Гайнцу Гармелю руйнувати міст у Неймегені. Фельдмаршал зміг скористатися прорахунком ворога й завдати йому серйозної поразки: міст в Арнемі був утриманий, а війська 1-ї британської повітрянодесантної дивізії, що билися в Арнемі, — знищені, надії союзників на прорив через Рейн були зруйновані аж до кінця 1944 року.
Успіх під Арнемом відновив значну частину впевненості Моделя в собі, що похитнулася після невтішного досвіду Франції. З вересня по грудень 1944 він боровся ще з одним наступом союзників, цього разу американської 12-ї групи армій Омара Бредлі, в Гюртгенвальдському лісі біля Аахена. Хоча він значно менше втручався в діяльність підпорядкованих формувань, ніж в Арнемі, фельдмаршал був повною мірою проінформованим про стан справ, гальмуючи просування військ союзників, завдаючи їм важких втрат, та повною мірою використовуючи переваги укріплень «Західного валу», відомого союзникам, як «лінія Зігфрида».
Талановито побудована Моделем система оборони призвела до значних втрат серед американських військ: армія США в битві в Гюртгенвальдському лісі втратила бойовими та небойовими втратами принаймні 33 000 осіб вбитими та пораненими; німецькі втрати склали від 12 000 до 16 000 військових. 22 жовтня 1944 року Аахен врешті-решт впав, але знову ціною високих втрат для 9-ї американської армії. Подальшому просуванню 9-ї армії до річки Рур пощастило не більше, союзним військам не вдалося форсувати річку з ходу або вирвати контроль над річними греблями у німців. Битва за Гюртгенвальд далася союзникам настільки дорогою ціною, що вони визначали її як «Поразка першого ступеня», віддаючи належне таланту Моделя.

#### Операція «Вахт ам Райн»
Після закінчення операції «Маркет-Гарден» Гітлер вирішив, що німці повинні почати наступ на захід, який захопить західних союзників зненацька. Метою операції під кодовою назвою «Вахт ам Райн» він визначив завдання раптового удару крізь Арденнський ліс на стику британських та американських військ у загальному напрямку Льєж — Антверпен, вийти на узбережжя і, оточивши приморську групу союзних армій, знищити її, чим примусити західні держави до замирення, що дало б йому змогу виграти час та зміцнити Східний фронт.
Модель, поряд з усіма іншими командувачами, вважав, що ця ідея буде недосяжною через мізерні ресурси, що Німеччина мала в 1944 році. Водночас, і він, і фон Рундштедт вважали, що чисто оборонна спрямованість їхньої стратегії, яка панувала після відступу з Нормандії, може лише відстрочити крах Німеччини, а не запобігти йому. Таким чином він запропонував менш амбіційний план операції «Гербстнебель» (нім. Operation Herbstnebel), який не передбачав подолання Маасу, але все ж таки завдавав серйозного удару по союзниках. Подібний план був розроблений також штабом ОВ «Захід» Г. фон Рундштедта; обидва фельдмаршали об'єднали свої замисли й запропонували Гітлерові спільний варіант «малого наступу». Проте, їхній план був забракований, натомість в силу вступив план «великого наступу» націлений на Антверпен.
Для реалізації плану операції, Модель зосередив у своєму розпорядженні 6-ту танкову СС, 5-ту танкову та 7-му армії, зокрема дюжину танкових і танко-гренадерських дивізій, останній стратегічний резерв Третього Рейху. Попри своєму скептицизму, Модель поринув у завдання з притаманною йому енергією, розправляючись з будь-якими проявами пораженства, що він міг би побачити. Коли один штабний офіцер поскаржився на брак військової техніки та майна, він обірвав його словами: «Якщо вам потрібно що-небудь, візьміть це в американців.» Генерал-фельдмаршал, гостро усвідомлюючи як значення операції, так і її найімовірніший результат, цілком зосередився на її підготовці. Коли командир парашутного полку оберстлейтенант Фрідріх фон дер Гейдте запропонував провести парашутне десантування в тил союзників та, відповідаючи на запит Моделя щодо шансів на успіх, відповів, що не більше ніж 10 %, генерал сказав:
«Ну, тоді треба спробувати, оскільки весь наступ має не більше як 10 % шансів на успіх. Це має бути зроблено, оскільки цей наступ є нашим останнім шансом завершити війну почесно.»
16 грудня 1944 року, абсолютно несподівано для британо-американських військ, операція «Вахт ам Райн» розпочалася й спочатку мала значний успіх, але їй не вистачало повітряного прикриття, досвідченої піхоти, і, що найважливіше, палива. 6-та танкова армія СС зіткнувся з жорстким опором на своєму напрямку дії, адже 5-й танковій армії вдалося пробити глибокий пролом в обороні союзників, але Модель не зміг скористатися такою нагодою. Вермахту не вдалося опанувати життєво важливий транспортний вузол у Бастоні, котрий в повній ізоляції обороняли американські десантники, що в поєднанні з украй несприятливими погодними умовами й непрохідною місцевістю викликало величезні затори німецької техніки на фронтових дорогах. 25 грудня 1944 через гостру нестачу палива та боєприпасів, наступ застопорився, й в ніч на 8 січня 1945 був скасований.

#### Рурський котел
Провал операції «Вахт ам Райн» позначив кінець особливим стосункам Моделя з Гітлером, який 21 січня 1945 видав наказ про те, що керівництво усіма формуваннями групи армій «B» буде надалі здійснюватися особисто фюрером. Подальший відступ за Рейн був заборонений, а група армій отримала наказ перейти в глуху оборону й утримувати кожний сантиметр німецької землі. 1 квітня 1945 група армій «B» була оточена в ході Рурської операції силами 1-ї та 9-ї американських армій. Як завжди Гітлер оголосив Рур фортецею, капітуляція або спроба вирватися з оточення були заборонені, здебільшого він наказав знищити усю інфраструктуру місцевої індустрії, щоб запобігти їх потрапляння в руки союзників. Модель попросту ігнорував цей наказ.
15 квітня, після того як союзники розтрощили угруповання в Рурському котлі на дві частини, командувач американського XVIII повітрянодесантного корпусу генерал-майор Метью Ріджуей, закликав Моделя здатися, а не жертвувати життям своїх солдатів. Відповідь Моделя була така, що він залишається пов'язаним своєю присягою Гітлеру, а його почуття честі фельдмаршала не дозволяє йому вести переговори про капітуляцію. З усім тим, замість того, щоб продовжувати боротьбу, він наказав військам групи армій розпуститися. Старих і молодих солдатів було звільнено, а решті була надана можливість здатися або спробувати прорватися з котла на власний розсуд. По суті, Модель мало що міг зробити інакшого в чинній ситуації: 5-та танкова армія вже склала зброю, і німецьке командування в «котлі» вже розпалося. 20 квітня Йозеф Геббельс засудив солдатів групи армій «B», оголосив їх зрадниками та здійснив остаточний розрив між Моделем й нацистською владою, що гинула.

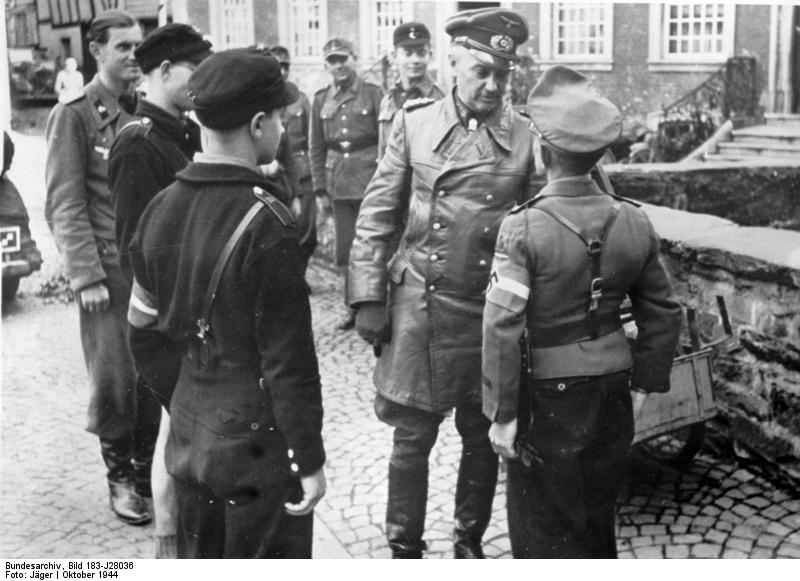
Генерал-фельдмаршал Вальтер Модель з неповнолітніми військовими з Гітлерюгенду. Жовтень 1944

#### Самогубство Моделя
Рішення Моделя завершити війну врятувало життя тисяч його людей, але сам він не мав ніякого бажання спостерігати крах своєї країни. Перед тим, як розпустити свій штаб, він запитав своїх офіцерів:
«Чи все було зроблено вірно, щоб виправдати наші дії в майбутній історії? Що залишається командирові, який зазнав поразки? У давнину вони приймали отруту…»
Його рішення покінчити з собою було остаточним, коли він дізнався, що Радянський Союз пред'явив йому звинувачення у військових злочинах, зокрема, загибель 577 000 осіб у концентраційних таборах в Латвії та депортацію 175 000 інших як рабської сили. Тому він не мав жодних ілюзій щодо долі, яка на нього чекала, бувши твердо переконаним, що в разі здачі в полон союзникам він буде негайно виданий ними Радянському Союзу. Така перспектива його аж ніяк не влаштовувала. І Модель вирішив у жодному випадку в полон не здаватися. В останні дні бойових дій фельдмаршал і його штаб мало чим відрізнялися від багатьох тисяч біженців, що поневірялися серед руїн зруйнованих союзною авіацією міст і селищ Рура. Він явно шукав смерті. На завершальному етапі битви Модель, мабуть, сподіваючись загинути, як солдат на полі бою, неодноразово висувався на передові позиції, свідомо намагаючись потрапити під вогонь противника, але усі його спроби загинути на полі бою були марними.
«Фельдмаршал не може бути полонений! Подібне неможливо…» — неодноразово заявляв Модель в ці дні своїм офіцерам.
Вранці 21 квітня 1945 року генерал-фельдмаршал Модель опинився разом зі своїм штабом у лісистій місцевості між Дуйсбургом і селом Лінторф (сьогодні частина міста Ратінген). Неподалік, у 2-3 км, перебували американці. «Мій час настав», — заявив фельдмаршал і попросив свого ад'ютанта як останню послугу застрелити його. Коли майор категорично відмовився це зробити, Модель у роздумах вимовив: «Немає нічого гіршого, ніж потрапити в руки росіян». Потім, вийнявши свій пістолет, він запитав розгубленого ад'ютанта: «Сподіваюся, ви поховайте мене» — та, не чекаючи відповіді, вистрілив собі в скроню. Багато років тіло фельдмаршала пролежала в таємній, нічим не позначеній могилі, на тому самому місці, де він покінчив життя самогубством.
Через 10 років, у 1955 році, його син, Ганс-Георг Модель, який останні місяці війни сам служив курсантом у дивізії «Велика Німеччина», а після її завершення приєднався до Бундесверу, де пройшов шлях до бригадного генерала, у супроводі колишніх офіцерів Вальтера Моделя ексгумував тіло свого батька. Генерал-фельдмаршал Вальтер Модель був перепохований на військовому цвинтарі Воссенак (нім. Kriegsgräberstätte Vossenack) неподалік від міста Гюртгенвальд.

## Роль Вальтера Моделя в історії
Подібно іншим гітлерівським фельдмаршалам, Модель був кадровим офіцером кайзерівської армії, почавши військову службу незадовго перед Першою світовою війною. Він хоробро бився на її фронтах як стройовий офіцер, був відзначений бойовими нагородами, отримав досвід роботи в Генеральному штабі. Після поразки Німеччини у війні й розпуску кайзерівської армії в числі небагатьох її офіцерів продовжував службу в Рейхсвері. Просування по службі в стотисячному Рейхсвері для абсолютної більшості офіцерів було дуже повільним. Однак для Моделя, що відзначався особливо ревним ставленням до виконання своїх службових обов'язків, все складалося порівняно успішно. Майже за 15 років служби в армії Веймарської республіки він зумів просунутися по службових сходах від оберлейтенанта до підполковника, пройшовши шлях від невідомого командира роти до начальника одного з провідних відділів Військового міністерства. Здійснити такий стрибок в Рейхсвері вдавалося дуже небагатьом.
З приходом до влади в Німеччині нацистів, що взяли курс на мілітаризацію країни, положення докорінно змінюється. Модель, що в короткий термін зарекомендував себе пронацистськи налаштованим офіцером, отримав «зелене світло» прискореному просуванню по службі. Усього за якихось 5 років Модель з підполковника став генералом, а ще через п'ять з невеликим років — генерал-фельдмаршалом.
Вальтеру Моделю було 53 роки, тобто він був значно молодшим за переважну більшість німецьких генералів, середній вік яких був набагато вищим, ніж в арміях інших країн, коли він отримав звання фельдмаршала. До того ж він був вихідцем з іншого соціального середовища. У цьому, а також у низці інших аспектів, він був схожий з Е. Роммелем, хоча й мав, порівнюючи з ним, одну суттєву перевагу, що полягала в серйознішій професійній підготовці.

### Модель як воєначальник
Більшість військових істориків визнавала, що Моделю ніколи не вдавалося успішно провести жодної наступальної операції. Однак, варто пам'ятати, що час великомасштабних наступів був закінчений, коли Модель зміг піднятися на найвищу сходинку генералітету. Грандіозна битва під Ржевом принесла йому успіх саме в атаці, особливо в першій з чотирьох битв, в якій на заключному етапі одна радянська загальновійськова армія була оточена і знищена, а другій було завдано серйозних втрат. Два інших великих наступи, в яких брав участь Модель, «Цитадель» та «Вахт ам Райн», були проведені попри його неодноразові попередження про їх недоцільність. Більш того, будь-який фахівець у тактиці відступу також повинен мати талант успішно контратакувати, що набагато важче виконати, ніж під час загального наступу. Операція «Бюффель», відступ на лінію «Хаген» під час радянської Орловської наступальної операції на Курській дузі та його блискучі дії під час відходу груп армій «Центр» і «B» на Заході повинні вважатися прикладами зразкових ар'єргардних операцій у ході стратегічного відходу військ.
З твердженням, що Вальтер Модель не був військовим стратегом можна погодитися, за умов, що такій дефініції не відповідає жодний з генералітету Гітлера. До речі, відмічається, що Модель мав мало особистого бажання аналізувати обстановку на інших ділянках фронту, де він не був командувачем.
Водночас Модель володів відмінним тактичним хистом, особливо в концептуальних основах оборони, а також мав «видатний талант до імпровізації». На чолі 3-ї танкової дивізії він був піонером у застосуванні «штурмових бойових груп» (нім. Kampfgruppen), які невдовзі стали стандартною практикою для німців. У нього була феноменальна пам'ять і увага до деталей, що дозволило йому домінувати над штабними офіцерами, особливо тими, що були фахівцями в таких галузях, як артилерія, логістика та зв'язок. Цьому сприяло також те, що перед початком війни Вальтер Модель був відповідальним за аналіз технічного прогресу в країні й за кордоном і його ентузіазм стосовно інновацій у військовій сфері породив йому прізвисько «фанатик модернізації армії» (нім. Armee Modernissimus).

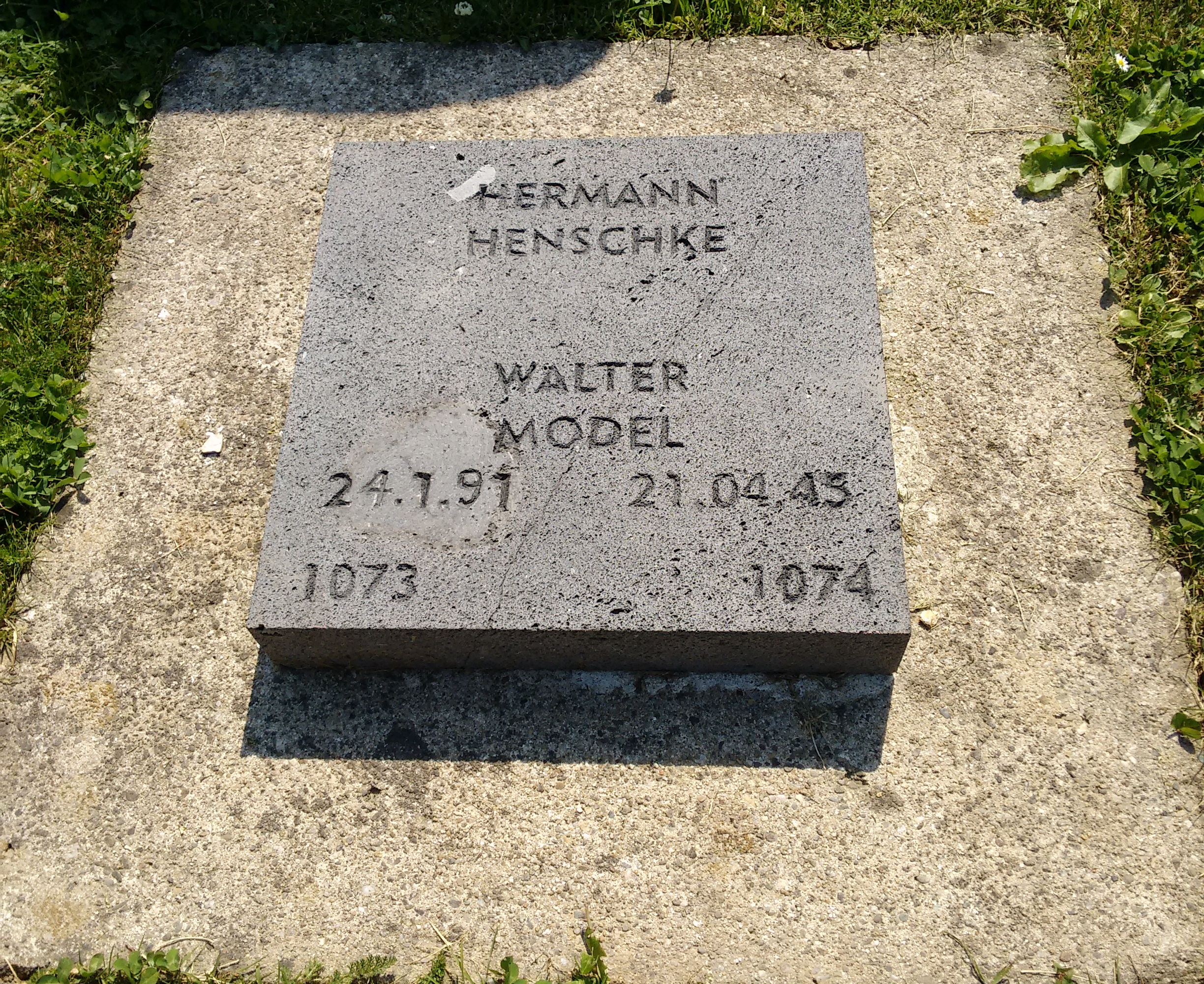
Надгробок на могилі Вальтера Моделя

Протягом німецько-радянської війни Модель бився в північній і центральній частині Східного фронту, але його військовий талант ніколи не був протестований у степових регіонах південної Росії, де відкрита місцевість зробила б маневрену війну ефективнішою. Однак, його оборонні таланти залишаються неперевершеними. Під Ржевом, Орлом, в Галичині та в Естонії та, як це було наприкінці листопада 1944 року, коли він наніс серйозних збитків американській 12-й групі армій в лісі Хертген (Hürtgen), він своїми діями заганяв у глухий кут супротивників, які навпаки очікували, користуючись перевагою в силах та засобах, розгромити його.
Модель мав славу безжального командира, який без роздумів міг послати в бій війська й не дуже шкодував життям своїх солдатів, якщо цього вимагала обстановка на передовій, приносячи жертви для стабілізації свого фронту Він мав схильність дробити військові формування й постійно це практикував на полковому та дивізійному рівнях. Для досягнення мети бою чи операції генерал, таким чином, при повній відсутності необхідних резервів, завжди створював нашвидкоруч необхідні сили, які кидав для зміни центра тяжіння на критичному напрямку на свою користь. З оперативної точки зору це дозволило Моделю досягати таких успіхів в обороні, яких не було б можливо отримати в іншому випадку. Він ніколи не коливався, відправляючи оперативні чи тактичні резерви в найгарячішу точку битви, вважаючи це за очевидність. Наприклад, у вересні 1942 року 9-та армія отримала до свого резерву елітну дивізію «Гроссдойчланд», коли вела запеклі бої під час радянської операції «Марс». Хоча командувачу було наказано застосовувати формування в повному складі, Модель, одначе, повністю проігнорував цей наказ, не гаючись розділив дивізію на батальйони й роти, які він використовував, затикаючи усі проломи в обороні, що з'являлися. Дивізія «Гроссдойчланд» зазнала близько 10 тисяч жертв зі складу 18 000 за штатом й в один момент, як повідомлялося, була близька до заколоту. Але з точки зору Моделя ці втрати були прийнятними, оскільки означали, що власні війська 9-ї армії, які відповідали за утримання цього виступу, не постраждали й зберегли боєздатність. На початку 1942 року полк «Фюрер» дивізії СС «Дас Райх» протягом трьох тижнів запеклих боїв скоротився до купки людей, але за цей час він також отримав підкріплення, у тому числі 88-мм гармати, польові та штурмові гармати StuG III, а Модель щоденно особисто відвідував сектор оборони, вважаючи, що цієї мінімальної підтримки, буде достатньо, щоб стримати атаки радянських військ. Водночас, Модель усвідомлював негативні наслідки роздрібнення формувань. Наприклад, 7 жовтня 1944 року під час боїв на Західному фронті, він заборонив поділ полків на окремі батальйони, які будуть використовуватися за межами формування. Але варто підкреслити те, що Модель мав відмінне почуття обстановки та діяв, користуючись цим, дуже результативно.
Модель визнавався майстром специфічного типу оборони, яку можна назвати «оборона в обмеженому просторі часу», при якій війська захищаються якомога довше, але в останню хвилину відступають, щоб уникнути прориву і знищення. Він завжди особисто був у критичних точках і брав бойові підрозділи або навіть окремі батальйони з менш загрозливих напрямків. Оперуючи цими поспіхом збитими формуваннями, що спиралися на міцні опорні позиції, він блокував просування противника або стрімко контратакував його, позбавляючи ініціативи, а внаслідок виграшу часу створював передумови для ефективніших дій. Таким чином, постійний контроль над лінією фронту був забезпечений, а змішування та розривання підрозділів та частин розглядалися, як менше зло.

### Ставлення його сучасників
Зовнішність Моделя була досить непоказна — він був нижче середнього зросту, гладкої статури, з негарним обличчям і білим їжачком коротко стриженого волосся, а також незмінним моноклем. За складом розуму й способу дій це був типовий пруссак.
Однак, усі, хто мав нагоду служити з ним, або бачити його в справі, не заперечували, що Модель був обдарований мужністю, особистою хоробрістю і завидною енергією. Нерідко він з'являвся на найвідповідальніших і найнебезпечніших ділянках фронту, а іноді й особисто міг очолити атаку полку або навіть батальйону. Його відрізняли чіткість у визначенні цілей і постановці завдань підлеглим. У німецькій армії його вважали відмінним тактиком. Разом з тим багатьох дратувала схильність Моделя досконально вдаватися в усі дрібниці бойової обстановки та стану військ, які його, як командувача, могли б просто й не цікавити. Володів цінним даром надихати та захоплювати війська на рішення поставлених завдань. Виявляв велику турботу про підлеглих і був досить популярний у військах. Цьому багато в чому сприяли його простота і невимушеність в спілкуванні з солдатами та молодшими офіцерами, а також тонке розуміння їх психології. Водночас з офіцерами, особливо зі старшими, і генералами, він нерідко бував суворий, а часом і різкий.
Підтвердженням сили характеру Моделя були його безмежна рішучість, сила волі та впертість. Він завжди тримався з високо піднятою головою й вимагав того ж від підлеглих: «Той, хто веде війська, не має права думати про себе». Його часті поїздки на фронт, можливо, грали мало ролі для підвищення ефективності роботи підлеглих штабів, але його поява на передовій додавала сил його солдатам, які побожно шанували його набагато більше, ніж його офіцери. Бувши командувачем 9-ї армії, він одного разу з пістолетом у руці особисто керував контратакою батальйону проти радянських військ. Його колеги поважали його здібності й залізну волю, хоча вони, можливо, ненавиділи його особисто. Гудеріан вважав призначення Моделя командувачем групи армій «Центр» під час кризи у ході операції «Багратіон» найкращим вибором у тій ситуації. У бойовому журналі 9-ї армії записано після того як він прибув до штаб-квартири групи армії в Мінську: «Звістка про прибуття фельдмаршала Моделя зустрінута із задоволенням та впевненістю.»
Водночас, на відміну від Ервіна Роммеля, іншого генерал-фельдмаршала Гітлера, що також вважав за найкраще керувати військами безпосередньо з передової й користувався великою повагою та любов'ю своїх підлеглих, Вальтер Модель був людиною, яку майже повсюдно не любили ті, кому доводилося з ним співпрацювати. Наприклад, коли в 1941 році він був призначений командиром XLI моторизованого корпусу, весь персонал штабу корпусу подав рапорти про переведення їх з цього формування. Модель був не лише відверто грубою та незлагідною особою, іноді дуже образливою, він також мав звичку надмірного контролю та ігнорування своїх підлеглих, міг змінювати розроблені ними плани без консультацій, ігнорував порядок підпорядкованості. Він ніколи не звертав уваги на тонкощі етикету, часто робив зауваження або висміював своїх офіцерів у присутності інших осіб. Коли в березні 1944 він покинув групу армій «Північ» після свого призначення в Україну, начальник штабу групи армій зауважив:
Швайнфурт (Швайнфурт (нім. Schweinfurt) це місто в Баварії, але це пролунало як Швайнфорт — «свиня пішла»… нім. Schwein fort.
Це був натяк на прізвисько Моделя серед штабних офіцерів, що він отримав під час свого перебування на посаді командира XLI танкового корпусу: «фронтова свиня» (нім. «Frontschwein»).

### Стосунки з Гітлером
До початку війни, Модель мав мало інтересу до політики, воліючи замість цього зосередитися на справах військових. Однак, попри це, він став одним з генерал-фельдмаршалів Вермахту, хто найбільш тісно ототожнювався з Гітлером. Повоєнні погляди щодо відношення Моделя до політики з часом змінювалися. Деякі історики називали його «поборником сліпої відданості» або «ревним учнем» Гітлера, інші розцінюють його більш помірковано, вбачаючи в ньому лише холодний розсуд завзятого опортуніста, який використовував фюрера або ідеали нацизму на власну користь. Сперечання між його лютеранським вихованням і пізнішими зв'язками з нацистами також залишаються предметом дискусій багатьох істориків.
Як один з небагатьох представників німецьких генералів, що належав до вихідців із середнього класу, Модель сподобався Гітлерові, який не довіряв повністю старій прусській аристократичній вояччині, що продовжувала домінувати в офіцерському корпусі Вермахту. Оборонна тактика Моделя, який волів боротися за кожний метр землі, інстинктивно була набагато ближча й зрозуміліша Гітлеру, ніж туманні розмови старих аристократів про «гнучку оборону». Його завзятість, енергія і нещадність викликали у Гітлера захоплення, а відверта, хамувата та безкомпромісна манера спілкування справляла не менш значне враження на фюрера.
Характерним епізодом взаємних стосунків Гітлера з майбутнім фельдмаршалом став інцидент, коли Моделю довелося мати справу зі спробою Гітлера втрутитися в його командування 9-ю армією. 19 січня 1942, через 3 дні після свого призначення на посаду командувача армією, йому зателефонував начальник штабу групи армій «Центр» й повідомив, що Гітлер виказує сильну знервованість з приводу навислої прямої радянської загрози над Вязьмою. Фюрер особисто наказав аби XLVII-й моторизований корпус, 2-га дивізія СС «Дас Райх» і 5-та танкова дивізія не були залучені в неминучій контратаці, а залишалися в оперативному резерві на випадок прориву Червоної армії. Модель відразу ж виїхав назад зі Ржева до Вязьми та вилетів до ставки фюрера в Східній Пруссії. Не повідомивши навіть свого безпосереднього начальника генерал-фельдмаршала Гюнтера фон Клюге, він вимагав особистої аудієнції у Гітлера. Спочатку він намагався викласти свої аргументи коректно, обґрунтовуючи свої дії з точки зору логіки, однак фюрер навіть не спромагався просто вислухати генерала. Раптом, дивлячись прямо на Гітлера через свій монокль, Модель грубо запитав:
«Мій фюрер, хто командує 9-ю армією, ви чи я?».
А.Гітлер, шокований такою поведінкою нового командувача армії, намагався знайти якесь інше рішення, що задовольнили би обох, але Модель залишався невблаганним.
«Добре, Моделю», нарешті відповів роздратований Гітлер. «Ви робите це, як хочете, але відповідаєте за це головою».
Відповідно до книги англійського історика Х'ю Тревор-Ропера «Застільні розмови Гітлера. 1941—1944» в ту ніч зі слів фюрера було записано: «я не довіряю офіцерам з надмірним теоретичним складом розуму. Хотів би я знати, що стане з їхніми теоріями в момент дії.» Незабаром після від'їзду Моделя в район Ржева, Гітлер заявив наступне: «Генерали повинні бути жорсткими, безжальними чоловіками, з хваткою, як у мастифів — чоловіки крупчастого млива, такі, яких я маю в партії».
Важливо зазначити, однак, що Модель ніколи не заперечував Гітлеру з політичних питань: можливо це було певною таємницею їхніх успішних стосунків.
Блискучі успіхи Моделя в обороні допомогли йому здобути повну довіру Гітлера і впевненість; фюрер називав його «мій найкращий фельдмаршал», а після операції «Багратіон» «рятівником Східного фронту». За свої заслуги Модель вдостоївся такої свободи ухвалення самостійних рішень, якої не мав жодний інший німецький генерал. Він часто заперечував, ігнорував або знаходив шляхи обминути накази, що на його погляд суперечили ситуації: під Ржевом і Орлом він побудував оборонні укріплення на порушення категоричної заборони це робити, його славетна тактика «Щит і меч» за час командування групою армій «Північ», виявилася просто прикриттям для поетапного відходу військ з займаних рубежів. Його стосунки з начальством відзначалися неприхованим лицемірством, те, що він писав у своїх доповідях начальству, мало небагато спільного з тим, що насправді відбувалося на фронті. Навіть його сутички з Гітлером жодним чином не впливали на успіх його кар'єри — у той час, як інші генерали, котрі намагалися суперечити Гітлерові були звільнені, позиції Моделя залишалися незмінними, до тих пір, поки він давав результати.

### Модель і нацизм
Багато хто з товаришів по службі Моделя вважав його нацистом. Він часто просторікував перед своїми військами, вселяючи в них віру у фюрера і підтримуючи ідеї націонал-соціалізму. За часів його командування групою армій «Північ» він прийняв пропозицію групенфюрера СС Германа Фегелейна призначити на посаду свого ад'ютанта офіцера Ваффен-СС, що було неймовірно для генерала Вермахту. Його звичка повторювати, як папуга, висловлювання та накази фюрера розглядалася багатьма як підлабузництво, навіть якщо на практиці він часто зривав або ігнорував дані накази.
Після провалу заколоту 20 липня 1944, Модель був першим високопоставленим командувачем, що підтвердив свою лояльність Гітлерові. Разом з тим, він відмовився видати Гестапо генерала Ганса Шпайделя, свого начальника штабу в групі армій «В», який був сильно замішаним у змові. Модель добре знав про політичні погляди Шпайделя, як і його попередники в групі армій «B», Роммель і Клюге. Подібно до них, він покривав Шпайделя якомога довше, при цьому повністю ігноруючи натяки на зрадництво, котрі мали місце.
За часів знаходження на Східному фронті, Модель ніколи не заперечував проти проведення каральних операцій СС щодо місцевого населення в районах, на котрі простягалося його командування, і брав участь у ролі командувача 9-ї армії в низці антипартизанських операцій. Ці операції, проведені СС за підтримки військ Вермахту, були кривавими, хоча це й не було чимось незвичайним за стандартами німецького Східного фронту. Безжалісні заходи «тактики спаленої землі», які він організовував та опікував під час свого відступу, призвели до того, що в Радянському Союзі Моделя оголосили військовим злочинцем.
Попри це, будучи командувачем групи армій «Центр», він категорично відмовився послати регулярні війська на придушення Варшавського повстання (задача, яка врешті-решт була проведена військами СС), розглядаючи це, як проблеми тилових структур. Він відверто заявляв, що бунт виник через жорстоке поводження з польським населенням, і армія не повинна мати нічого спільного з цією проблемою. З іншого боку, він не виявляв нерішучості у звільненні від повстанців варшавських передмість Праги та Сашка Кепа (пол. Saska Kępa), через які проходили життєво важливі ліній комунікацій та постачання.
Серед істориків побутує думка, що найкращим поясненням поведінки Моделя та його наступного самогубства було те, що він не був щирим нацистом, але був прихильником авторитарного мілітаризму й бачив у Гітлері саме такого лідера, вважаючи його необхідним Німеччині. Ці погляди були дуже характерними для багатьох у німецькому офіцерському корпусі, але, у випадку Моделя, це супроводжувалося цинічним бажанням скористатися нацистським режимом для досягнення власних корисних цілей і повною інтерналізацією образу професійного, аполітичного солдата. Він присвятив своє життя армії, будь то Рейхсвер чи Вермахт, протягом його останніх днів у Рурській області присутні відзначали в ньому внутрішню боротьбу, коли Модель намагався усвідомити неминучість колапсу. З цієї точки зору, рішення Моделя накласти на себе руки було пов'язано не стільки із загрозою радянської відплати за скоєні злочини, як з його духовною нездатністю змиритися з нищівною поразкою, його поняттям честі військового та крахом всього сенсу його життя.

## Нагороди генерал-фельдмаршала Вальтера Моделя
Перша світова війна
- Залізний Хрест 2-го класу (20 вересня 1914)
- Військовий орден «За заслуги» (Баварія) IV ступеня з мечами (29 березня 1915)
- Залізний Хрест 1-го класу (19 жовтня 1915)
- Лицарський хрест Королівського ордену дому Гогенцоллернів з мечами (Пруссія) (26 лютого 1917)
- Хрест «За військові заслуги» (Мекленбург-Шверін) II ступеня (22 листопада 1917)
- Хрест «За військові заслуги» (Австро-Угорщина) III ступеня з бойовою відзнакою (22 листопада 1917)
- Галліполійська Зірка (Османська імперія) (22 листопада 1917)
- Чорний нагрудний знак «За поранення» (27 серпня 1918)
- Почесний хрест ветерана війни за 1914-1918 (26 січня 1935)

Друга світова війна
- Іспанський хрест в бронзі (31 травня 1939)
- Пряжка до Залізного хреста 2-го класу (22 вересня 1939)
- Пряжка до Залізного хреста 1-го класу (2 жовтня 1939)
- Лицарський хрест Залізного хреста № 344 (9 липня 1941)
  -  Лицарський хрест Залізного хреста з дубовим листям № 74 (17 лютого 1942)
  -  Лицарський хрест Залізного хреста з дубовим листям та мечами № 28 (2 квітня 1943)
  -  Лицарський хрест Залізного хреста з дубовим листям, мечами та діамантами № 17 (17 серпня 1944)
- Нагрудний знак «За танкову атаку» в сріблі (29 серпня 1941)
- Золотий нагрудний знак «За поранення» (25 травня 1942)
- Медаль «За зимову кампанію на Сході 1941/42» (15 липня 1942)
- Медаль «За вислугу років у Вермахті» 4-го, 3-го, 2-го і 1-го класу (за 25 років військової служби)
- 4 рази відмічений в доповіді Вермахтберіхт (21 лютого 1942, 3 вересня 1943, 5 серпня 1944, 19 квітня 1945)

## Відео
- General Otto Moritz Walter Model and Kursk
- Wehrmacht Generals-Walter Model
- feldmarschall Otto Moritz Walter Model the Hitler's fire man
- Otto Moritz Walter Model in the Ardenne ofensive

1. ↑  За іншими даними 15 листопада 1940 — 21 жовтня 1941
2. ↑  За іншими даними 15 листопада 1941 — 14 січня 1942
3. ↑  Одночасно він був командувачем 9-ї армії